# Joc online
Un joc online este un joc pentru computer, jucat peste un anumit tip de rețea de calculatoare. Aceasta înseamnă aproape întotdeauna prin intermediull Internetului sau o tehnologie echivalent; dar jocurile s-au folosit întotdeauna, indiferent de tehnologia actuală a fost: modemuri înainte de internet, precum și terminalele fără fir înaintea modemurilor. 
Multe jocuri online au asociat comunități online, făcând ca jocurile online să fie o formă de activitate socială dincolo de jocurile cu un singur jucător. 
În anii 1990, jocuri online au început să ruleze printr-o varietate de protocoale LAN (cum ar fi IPX) și pe Internet folosind protocolul TCP/IP. Jocul Doom a popularizat conceptul de deathmatch, în care mai mai mulți jucători luptă reciproc pentru victorie, ca o nouă formă de joc online. După Doom au apărut foarte multe jocuri first-person shooter care conțin componente online pentru a permite stilul deathmatch sau lupta în arenă.  
O altă latură a jocurilor online o constituie jocurile de tip quiz , bazate pe tehnologie web browser sau web sockets . 

## Vânzări
În februarie 2006, vânzările și abonamentele pentru jocuri online însumau peste 300 de milioane de euro pe an.
În martie 2007, piața jocurilor online multiplayer era evaluată la peste un miliard de dolari pe an.